# Musculus iliocostalis
Der Musculus iliocostalis (lateinisch für „Darmbein-Rippen Muskel“) ist ein Skelettmuskel, der zur autochthonen Rückenmuskulatur gehört. Er liegt oberhalb der Querfortsätze (epaxial) und seitlich des Musculus longissimus.
Der Musculus iliocostalis dient, wie die übrige epaxiale Muskulatur, als Aufrichter und Stabilisator der Wirbelsäule, die deshalb auch als Musculus erector spinae („Aufrichter der Wirbelsäule“) bezeichnet wird. Er befindet sich im lateralen Trakt des M. erector spinae und gehört dort zum sakrospinalen System. Bei einseitiger Kontraktion dieses paarigen Muskels wird die Wirbelsäule seitwärts gebogen.
Man unterscheidet einen Lenden-, Brust- und Halsteil:
- Lendenteil (Musculus iliocostalis lumborum) entspringt am Darm- (Labium externum cristae iliacae) und Kreuzbein (Sacrum) und reicht bis zu den Rippenfortsätzen (Processus costales) der oberen Lendenwirbel und der 6.–9. Rippe.
- Brustteil (Musculus iliocostalis thoracis) entspringt an den unteren Rippen und endet an den oberen Rippen
- Halsteil (Musculus iliocostalis cervicis) entspringt von der 6.–3. Rippe und setzt an den Querfortsätzen (Tuberculum posterius des Processus transversus) der 6.–4. Halswirbel, bei Haustieren nur am 7. Halswirbel an.

Bei Schweinen und Pferden ist der Musculus iliocostalis mit dem Musculus longissimus verschmolzen.